# Podomyrma basalis
Podomyrma basalis är en myrart som beskrevs av Smith 1859. Podomyrma basalis ingår i släktet Podomyrma och familjen myror.

## Underarter
Arten delas in i följande underarter:
- P. b. basalis
- P. b. brunnea
- P. b. nigrescens
- P. b. reyi
- P. b. salomo
- P. b. woodfordi